# Akihide Tamura
Pour les articles homonymes, voir Tamura.
Akihide Tamura (田村 彰英, Tamura Akihide) est un photographe japonais né à Tokyo le 13 mars 1947 sous le nom original de Shigeru Tamura (田村 茂 (), Tamura Shigeru). Il étudie à l'école de photographie de Tokyo dont il est diplômé une première fois en 1967 puis de nouveau deux ans plus tard d'un cours plus avancé.
La première exposition personnelle de Tamura sous le nom Shigeru Tamura (田村 シゲル ()) est Yume no hikari (« lumière de rêve »)  au Salon Nikon de Ginza en 1969. Il se fait connaître pour ses représentations de paysages monochromes assez rudes. En 1974, ses travaux font partie de l'exposition New Japanese Photography au Museum of Modern Art à New York.
Tamura a réalisé les plans fixes pour plusieurs des derniers films d'Akira Kurosawa, et a publié un livre de photographies prises sur les plateaux de films de Kurosawa

## Albums de Tamura
- Tamura Photographs (1983)
- Base. Tokyo: Mole, 1992.  (ISBN 4-938628-07-4).
- (ja + fr + en) Kurosawa Akira (黒澤明 (?), Akira Kurosawa). Tokyo: NTT, 1991.  (ISBN 4-87188-119-9).